# Orillon
Orillon est un nom commun, dérivé d'oreille, qui désigne une pièce ou appendice saillant ayant la forme d'une oreille.
Le mot dérive d'oreillon qui apparaît dès 1230 dans la langue française et va développer des sens analogiques. Par exemple à propos du versoir d'une charrue en 1290, puis dans le langage de la fortification en 1599. Le mot se transforme alors en orillon au XVIIe siècle.

## Différentes utilisations du mot

### Agriculture
Les orillons d'une charrue sont les pièces de bois qui accompagnent le soc de la charrue pour verser hors du sillon la terre enlevée par le soc.

### Fortification

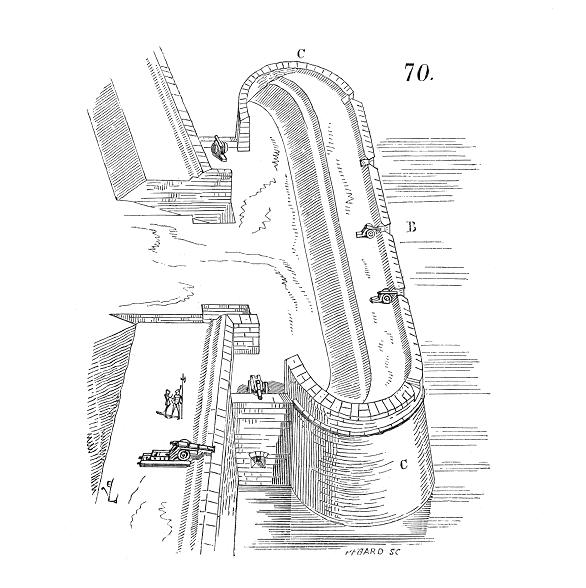
Bastion à orillons, selon Viollet-le-Duc.

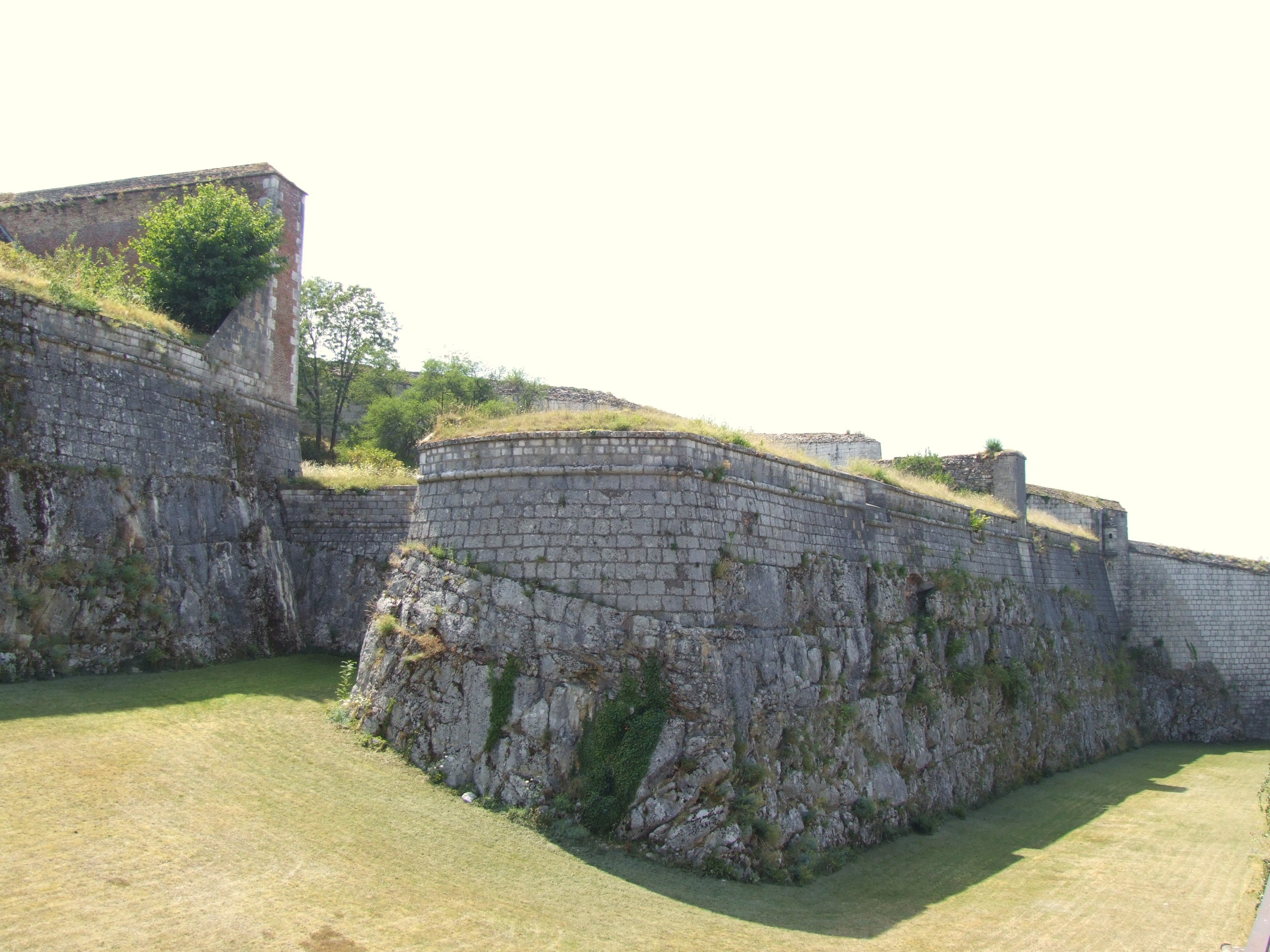
Orillon d'un bastion à orillons du front Saint-Étienne de la citadelle de Besançon.

En architecture militaire, un orillon est un élément avancé en maçonnerie à l'angle d'un bastion, en saillie, pour couvrir le canon placé dans le flanc, dont la forme ronde, triangulaire ou carrée peut rappeler la forme d'une oreille.
Vauban explique dans son Traité de la défense des places comment doit être conçu une place fortifiée :
« Les faces sont les seules exposées et toujours les premières attaquées, comme les plus accessibles des corps de place. On n'a rien trouvé de mieux jusqu'à présent pour la défense des places que les bastions dont les meilleurs sont ceux qui ont des flancs à orillons faits à la moderne, et des flancs bas intérieurs, lesquels, outre leur usage ordinaire, peuvent encore servir de souterrains quand ils ne sont pas attaqués... »
André Félibien donne dans son livre Des principes de l'architecture, de la sculpture, de la peinture et des autres arts qui en dépendentla définition de Pagan :
« Orillon ou épaulement d'un bastion est une partie du flanc qui aboutit du flanc retiré à l'angle de l'épaule.
Flanc retiré ou flanc couvert, est celui qui est pratiqué dans l'enfoncement de l'autre moitié qui aboutit à la courtine. Les flancs retirés sont souvent composés d'orillon et de places hautes et de place basses, pratiquées dans la demi-gorge du bastion pour n'être vues que de la contrescarpe opposée, et non de la campagne, comme le sont les flancs simples ».
Louis de Cormontaigne donne une explication du choix dans son livre Architecture militaire ou l'art de fortifier :
« Quelques ingénieurs préfèrent les flancs brisés, c'est-à-dire construits avec des orillons, aux flancs droits; parce que ces orillons les couvrent des batteries croisées, et réduisent l'ennemi au feu direct de ses batteries ».

### Plomberie
Terme désignant les tenons qui environnent le pourtour d'une chaudière.